# Burghölzli

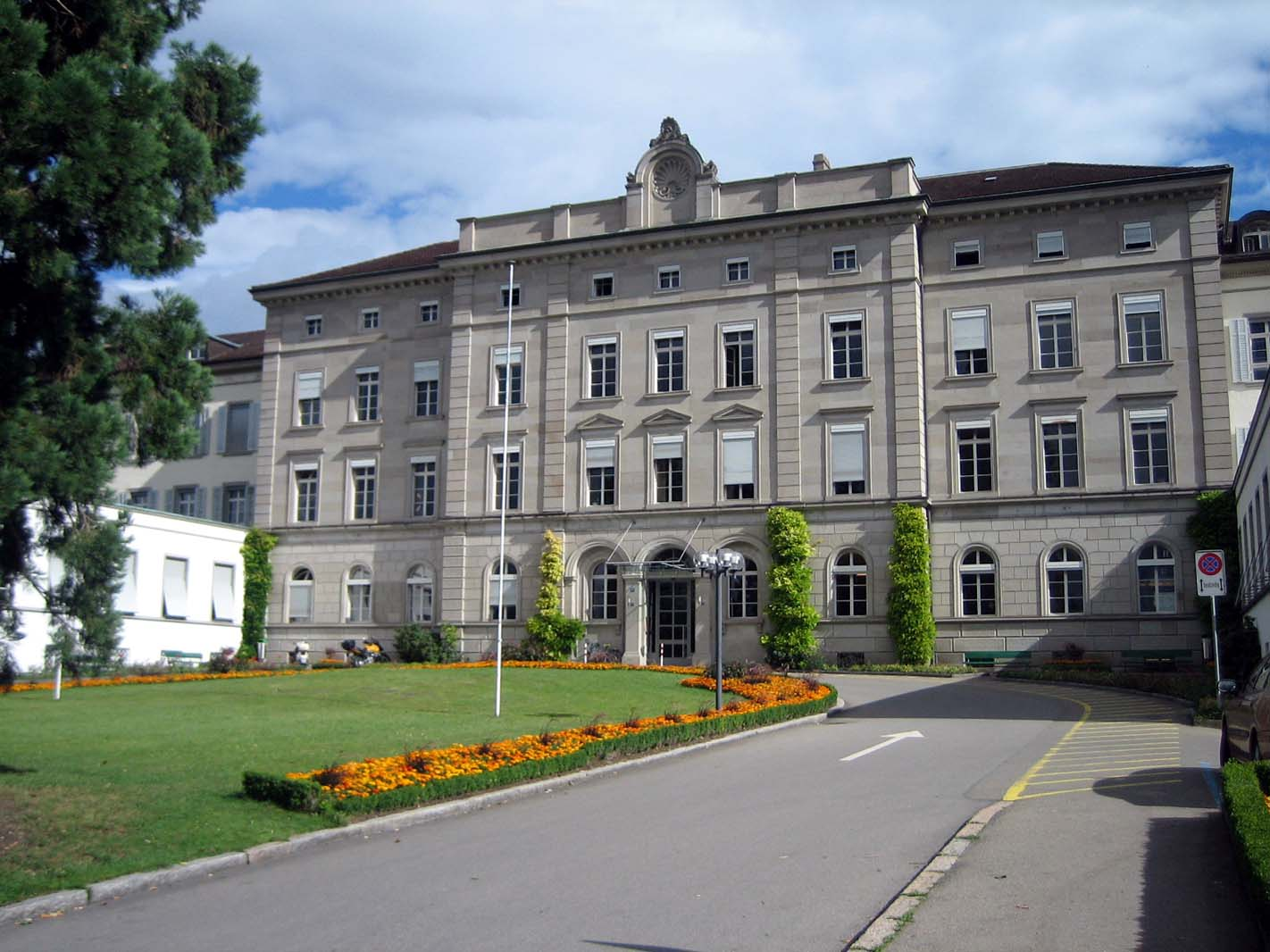
Burghölzli

La Psychiatrische Universitätsklinik Zürich, anche nota come Burghölzli,  è una clinica psichiatrica. A partire dal 2018 è stata inquadrata come istituzione pubblica a livello cantonale, analogamente all'Universitätsspital Zürich. La PUK è situata nella località collinare di Burghölzli nel quartiere di Weinegg, nella zona sud-est della città di Zurigo in Svizzera.
La clinica, che ha dato nei primi del Novecento un grande impulso nella storia della psichiatria moderna, è attualmente Clinica di Psichiatria e Psicoterapia ed è ancora un importante centro per la ricerca psichiatrica e il trattamento della malattia mentale.

## Storia dell'ospedale
La storia dell'ospedale comincia nei primi anni 1860, quando il neurologo e psichiatra Wilhelm Griesinger dell'Università di Zurigo progetta la creazione di una clinica moderna di trattamento della malattia mentale; ne è considerato il fondatore nonostante muoia prima della inaugurazione nel 1870. Dal 1870 al 1879 l'ospedale ebbe 3 direttori: Bernhard von Gudden, Gustav Huguenin e Eduard Hitzig, di orientamento di trattamento e ricerca su patologia e fisiologia del cervello e quindi su concezioni biologiche. Auguste-Henri Forel è stato il quarto direttore del Burgölzli; sotto i quasi 20 anni della sua direzione la clinica cominciò a guadagnare riconoscimento nel mondo medico. Forel cercò di integrare l'orientamento biologico della psichiatria tedesca con l'”approccio dinamico” e fenomenologico della psichiatra francese.
Nel 1898 gli succedette Eugen Bleuler che rimase direttore fino al 1927. In questo periodo l'ospedale raggiunge il culmine della sua fama, largamente dovuto all'avvento della psicoanalisi ed alla sperimentazione delle teorie degli psichiatri freudiani portata avanti da Carl Gustav Jung, assistente di Bleuler e in seguito medico responsabile. Oltre a Jung, fondatore della psicologia analitica, molti rinomati psichiatri lavorarono per parte della loro carriera al Burghölzli: Karl Abraham, Ludwig Binswanger, Eugène Minkowski (massimi esponente della psichiatria fenomenologica), Gaetano Benedetti, Hermann Rorschach (che vi sviluppò il Test di Rorschach), Franz Riklin, Constantin von Monakow, Adolf Meyer, Abraham Brill e Emil Oberholzer.
A Bleuler seguirono alla direzione Hans-Wolfgang Maier e successivamente il figlio Manfred Bleuler, fino al 1969. Da allora amministrativamente viene integrata nella rete di cliniche dell'Ospedale Universitario. Nel 1980, sotto la direzione di Jürg Willi, viene aperto il Dipartimento di Medicina Psicosociale; successivamente la Medicina Psicosociale viene integrata come materia obbligatoria nel curriculum di formazione medica. Nel 1985 viene preso in carico il 100000° paziente. Dal 1998 più di 4.000 pazienti/anno vengono presi in carico e sono svolte più di 12.000 consultazioni presso la clinica psichiatrica. Ci sono cliniche speciali per i disturbi del comportamento alimentare, disturbi d'ansia, disturbo da stress post-traumatico, disturbi somatoformi, trattamento del dolore. Dal 2002 la clinica conosciuta come “ospedale Burghölzli“ è diretta da Ulrich Schnyder ed è ancora un importante centro per la ricerca psichiatrica e il trattamento della malattia mentale; dal 2010, per una ridefinizione strutturale dell'Università di Zurigo, è definita Clinica di Psichiatria e Psicoterapia.

## Curiosità
- Sono stati ricoverati al Burghölzli gli psicoanalisti Otto Gross e Sabina Spielrein, oltre a Eduard Einstein (figlio del fisico Albert Einstein) e alla ballerina Lucia Joyce (figlia dello scrittore James Joyce).
- Il film del 2011 A Dangerous Method è in parte ambientato alla clinica Burghölzli, visibile nella ricostruzione storica dei primi del Novecento, all'epoca della direzione di Bleuler e della sperimentazione di Jung del metodo psicoanalitico con Sabina Spielrein.